# ريبيكا كيرشاو
ريبيكا كيرشاو (بالإنجليزية: Rebecca Kershaw)‏ هي لاعبة كرة الماء بريطانية، ولدت في 11 أغسطس 1990.

## روابط خارجية
- ريبيكا كيرشاو على موقع الاتحاد الدولي للسباحة (الإنجليزية)
- ريبيكا كيرشاو على موقع أوليمبيديا (الإنجليزية)
- ريبيكا كيرشاو على موقع اللجنة الأولمبية البريطانية (الإنجليزية)